# كارولينا راميريز
كارولينا راميريز (بالإسبانية: Carolina Ramírez)‏ هي راقصة باليه وممثلة كولومبية، ولدت في 20 يونيو 1983 في كالي في كولومبيا.

## السيرة
ولدت كارولينا راميريز في منزل من الدرجة العالية. ابنة نورا كوينتيرو وهيرناندو راميريز، مهندس صناعي ولاعب كرة قدم سابق لديبورتيفو كالي في زمن كارلوس سلفادور بيلاردو . خلال طفولتها، اضطرت هي وعائلتها إلى الهجرة كثيرًا لأنهم كانوا من ضحايا UPAC.
في بدايتها، استعدت كارولينا لتكون راقصة، لأنه منذ صغرها كان حلمها الكبير. كان والداها يدعمانها دائمًا وادخلاها مدرسة الرقص. وصلت إلى بوغوتا عندما كان عمرها 15 عامًا واستمرت في دراسة الباليه. درست في مدرسة سانتا ماريانا دي خيسوس. واصلت في عالم الباليه، وقامت بالرقص في كوبا ثلاث مرات، وبفضل ذلك التقت بالمخرج جون بوليفار، الذي اقترح عليها الظهور في حفل موسيقي لمسلسل عديمة الفائدة، من هنا أصبح وجودها على التلفزيون الكولومبي واضح. تزوجت في عام 2010 من ماريانو باكالينيك، وهو رجل أعمال أرجنتيني في 2019، وذلك بفضل قانون الممثلين الذي صدر مؤخرا في الكونغرس، تخرجت جنبا إلى جنب مع أكثر من 35 ممثلين منتمين إلى أحد المعلمين في الدراما من جامعة أنتيوكيا في شراكة مع أكاديمية الفنون غيريرو.

## الحياة الشخصية
متزوجة منذ عام 2010 من رجل الأعمال الأرجنتيني ماريانو باكالينيك.

## وصلات خارجية
- كارولينا راميريز على موقع IMDb (الإنجليزية)
- كارولينا راميريز على موقع ميوزك برينز (الإنجليزية)
- كارولينا راميريز على موقع قاعدة بيانات الفيلم (الإنجليزية)